# 东风水库 (武冈)
东风水库位于湖南省邵阳市武冈市，是一座以为主的中型水库，库容约7670万立方米，水库坝高约51米，正常蓄水位约406.1米，设计灌溉面积约4947公顷。